# Katholische Landeskirche Graubünden
Die Katholische Landeskirche Graubünden (italienisch Chiesa cattolica dello Stato dei Grigioni, rätoromanisch Baselgia catolica chantunala dal Grischun, lateinisch Corpus Catholicorum Rætiæ) ist eine staatskirchenrechtlich begründete Körperschaft des öffentlichen Rechts und als solche Vertretung der römisch-katholischen Einwohner des Kantons Graubünden. Das gesamte Territorium der Landeskirche liegt im Bereich des Bistums Chur. Die Landeskirche ist Mitglied in der Römisch-Katholischen Zentralkonferenz der Schweiz.

## Struktur

### Vorstand und Verwaltung
Die Landeskirche wird präsidiert von Thomas Bergamin aus Zizers (Stand: 2023). Verwaltungssitz der Landeskirche ist Chur.

### Organe
Die katholische Bündner Landeskirche kennt sechs Organe:
- die Gesamtheit der römisch-katholischen Kantonseinwohner, sofern stimmberechtigt
- das Corpus catholicum (die Legislative, bestehend aus zwei durch das Bischöfliche Ordinariat gewählten Vertretern des Bistums, den katholischen Mitgliedern des Grossen Rates (Kantonsparlament) und 60 Delegierten der Kirchgemeinden)[2]
- die Verwaltungskommission (die Exekutive, bestehend aus fünf Mitgliedern, wovon der Präsident und drei Mitglieder durch das Corpus catholicum und ein Mitglied durch das Bischöfliche Ordinariat gewählt werden)[3]
- die Rekurskommission (die Judikative, bestehend aus fünf Mitgliedern, welche vom Corpus catholicum gewählt werden)[4]
- die Kirchgemeinden
- die Kirchgemeindevorstände

### Fachstellen
Die Landeskirche unterhält mehrere Fach- und Beratungsstellen, u. a. die ökumenisch ausgerichtete und von der evangelisch-reformierten Landeskirche Graubünden mitgetragene Kirchliche Mediothek am Obertor in Chur.

## Rechtsstreit mit Bistum Chur
Der Generalvikar des Bistums Chur beantragte 2012 die Beendigung von Unterstützungszahlungen der Katholischen Landeskirche Graubünden an die private Beratungsstelle Adebar, die unter anderem zu Fragen der Empfängnisverhütung berät. In dem bis 2019 andauernden Rechtsstreit zwischen Bistum und Landeskirche entschied das Bundesgericht, der Beitrag an den Verein Adebar verletze nicht die Glaubensfreiheit der römisch-katholischen Kirche. Im Hintergrund steht ein Konflikt über die Rolle der öffentlich-rechtlichen Parallelinstitutionen Bistum und Landeskirche, wobei die Landeskirche die Hoheit über die Kirchensteuern hat und bestimmen darf, wie die Gelder eingesetzt werden.